# 自主規制
自主規制（じしゅきせい）とは、社会的に不具合が生じる恐れがある製品の生産者、サービスの提供者などが行う自発的な制限のこと。

## 概要
何らかの社会問題や事件・事故の発生、あるいは警察による検挙をきっかけとして、業界全般での製品の安全基準がないことや、無軌道な販売競争や製品開発が暴露されたり、表現物の場合には「表現の自由」を建前とした法令に対する業界の認識の甘さなどが露呈し、社会から問題視されることがある。これを現状のまま放置しておくと社会・大衆の批判を集め、やがては公権力の介入を招いて法令や行政機関などによる厳格な公的規制が制定されるなどの事態に繋がりかねない。
業界は厳格な公的規制の導入と公権力による継続的な監視により、以降の業界各社の活動停滞や場合によっては業界全体の存続そのものに大きな支障をきたす事態を恐れるわけで、自主規制とはこの様な恐れがある際にその業界の関係者間の同意という形で行われる回避手段の一つとして、「してはならないこと」を厳しく規制したり、逆に「しなくてもよいこと」（任意とされていること）を積極的に行うことを指す。

## 自主規制が行われている例
- 食品の自主規制
- 工業製品の自主規制
- 表現の自主規制
- 消費税込の総額表示（2013年10月から2021年3月まで）
  - 2013年（平成25年）10月から消費税の円滑かつ適正な転嫁の確保のための消費税の転嫁を阻害する行為の是正等に関する特別措置法（通称・消費税転嫁対策特別措置法）の規定により、消費税込の総額表示義務が一旦廃止されたため、2021年3月までは従来通りの「税別価格」のみの表示も合法化されるが、客＝消費者が支払う本来の価格（税込価格）を判別できないと価格表示に関するクレームが懸念される。
  - このように、「しなくてもよいこと」（消費税込みの総額表示）をあえて「自主的に」行うのも、広義の自主規制とみることができる。

## 自主規制の限界
自主規制とはその名の通り当該の業界のメーカー各社の総意という形での「自主的な規制」である。概して自主規制を遵守することはさらに厳しい規制が外部から導入されることによる発展の阻害から業界と市場を守る、極端な場合には業界を維持存続させることを目的とした、業界のルールやモラルという一面がある。そのため、自主規制を遵守しないことで業界内部での居心地が悪くなる、業界団体から除外される、流通・小売も自主規制推進の立場に回っている場合には製品流通や入荷に阻害をきたす、すなわち、メーカー・販社が自主規制から離脱した場合には自主規制に加わっている小売店の店頭からその製品が消える、卸や小売店が自主規制から離脱した場合にはその卸や小売店に対して自主規制に加わっているメーカーの製品が入荷しなくなる、などといった事態が起きる可能性がある。
とはいえ、あくまでも法律や条例に抵触しない限りは警察に検挙・摘発されるというものではない。
しかし、時として自主規制は下記のような事情の発生によって有名無実化されてしまうことが起きる。
- 販売競争の激化により、長期的かつ徐々に自主規制が無意味・無価値のものとなる
- 自社の利益やユーザーの欲求を優先して、法令や自主規制の不備を突く行為や自主規制の無視が横行する
- 業界団体からのメーカーの脱退が相次いだり、業界団体非加盟の後発メーカーが乱立する
- 業界団体の内紛や業界関係者の対立などから審査を行う業界団体が分裂・並立し、相互に加盟メーカー獲得を競って規制の箍が緩められる
- そもそも自主規制の影響を受けない輸入品との兼ね合い
  - 国内の基準の制約を受けない海外メーカーの製品を、業界団体非加盟の商社や小売店が並行輸入の形で国内に持ち込んで独自の流通経路で販売する
  - 自主規制の影響を受けない輸入品と受ける国産品との格差が出現することによる不平・不満が出てくる
- 表現物の場合には販売競争の激化により、規制対象の表現が過激化の一途を辿る
- この様な既存団体にとっては「基準不適格」の製品が、メーカー直販の通信販売など既存流通とは全く異なる販路から流通する

このような形で自主規制のシステムが機能不全に陥った場合、グレーゾーンや「摘発されない限界点」を意図的に狙った商品や、業界団体に非加盟、あるいは業界団体を脱退したメーカーにより自主規制とは異なる独自基準で判定した「規制合格品」が次々と登場してくることも起きる。あるいは、製造メーカーや輸入商社が判別できないなど、明らかに問題のある製品に独自の「規制合格」という意味のマークやシールを付けたものが、ユーザーから素性を問われにくいB級品や素性不明の新ブランドなどの形態で、小売店舗で格安商品として販売されるなどということも起きてくる。
このような商品が横行すると、警察が調査を行い、法令に抵触する様なものを販売したと判断したメーカーや小売店を摘発したり、さらには法令改正という形でより厳格な公的規制を招くことがある。自主規制が実効性を失い公的規制が強化された典型的な例としては、エアソフトガンの威力に関する規制がある。
一方で、海外では同種製品に自主規制や公的規制が無い、あるいは規制があっても制限が著しく緩い場合、海外市場での競合や国内市場でも海外メーカー製輸入品との競合によって、法規制ではなく自国内の業界の自主規制に基づいた仕様を持つ為に性能面で抑制されている自国メーカー製品のみに市場競争上著しく不利に働く場合がある。この場合、流通なども自主規制団体に加盟し海外製品でも自主規制適応品でなければ市場流通させられないなどの処置が取れるならば国内での自主規制は意味を持つものの、結局は海外市場での海外メーカーへの対抗という理由から徐々に規制の箍が弛められていったり、規制遵守の国内向け仕様と規制の無い海外向け仕様でパーツの多くを別仕様とせざるを得なくなり非効率・不経済となるなどして、自主規制の存在意義が問われてしまうこともある。
また、時には国内の自主規制が国外のメーカーにとっては輸入障壁になっているとして、他国のメーカー団体や他国政府の経済・産業担当の閣僚・官僚などから自主規制撤廃を求めて圧力が掛かるなどということも起きる。

## 自主規制を行う組織など
競争が行われている産業で自主規制ルールが制定される場合には、生産組合や業界団体などの既存組織が取り仕切って実施することが多い。適当な組織が見当たらない場合には、あえて自主規制やそのチェックを主目的にした組織が設立されることもある。また、エアソフトガン業界やコンピュータゲーム（特にアダルトゲーム）業界のように、業界の歴史的経緯・メーカー間の主導権争い・自主規制の審査や運用・製品回収を巡るメーカーと審査団体のトラブルなどが原因で、同じ目的ながらも微妙に異なる基準や審査方法を持つ自主規制団体が複数存在したり乱立することもある。
工業製品の自主規制を定める団体
- 日本自動車工業会
- 石油連盟
- 日本遊戯銃協同組合（ASGK）
- 全日本トイガン安全協会（STGA）
- 日本エアースポーツガン協会（JASG）
- 日本アミューズメントマシン工業協会
- 全日本アミューズメント施設営業者協会連合会
- VCCI協会

表現の自主規制を定める団体
- 出版倫理協議会
- 新聞公正取引協議会
- 映画倫理機構（映倫）
- 放送倫理・番組向上機構（BPO）
- 日本ビデオ倫理協会
- コンピュータソフトウェア倫理機構（ソフ倫）
- コンピュータエンターテインメントレーティング機構（CERO）

業界自主規制団体
- 日本証券業協会
- 日本貸金業協会
- 金融商品取引業協会
- 認定資金決済事業者協会